# بيت السادة (بني سعد)

تعديل مصدري - تعديل

بيت السادة هي إحدى قرى عزلة قرن المسجد بمديرية بني سعد التابعة لمحافظة المحويت، بلغ تعداد سكانها 320 نسمة حسب تعداد اليمن لعام 2004.